# Buduq
Buduq (ryska: Будуг) är en ort i Azerbajdzjan.   Den ligger i distriktet Quba Rayonu, i den nordöstra delen av landet, 160 km nordväst om huvudstaden Baku. Buduq ligger 1 760 meter över havet och antalet invånare är 516.
Terrängen runt Buduq är bergig åt nordväst, men åt sydost är den kuperad. Närmaste större samhälle är Kechresh, 15,4 km norr om Buduq. 
Trakten runt Buduq består i huvudsak av gräsmarker. Runt Buduq är det ganska glesbefolkat, med 48 invånare per kvadratkilometer.